# معهد تسيير التقنيات الحضرية
 معهد تسيير التقنيات الحضرية هو معهد حديث النشاة يتبع جامعة محمد بوضياف-المسيلة، تخرجت أول دفعة منه سنة 1994، يؤطر مهندسين عمرانيين على المدى القصير الطويل، فالقصير لا تزيد مدة الدراسة فيه عن ثلاث سنوات، أما الطويل مدة الدراسة فيه هي ثلاث سنوات ليسانس وعامين ماستر ويتعلق التكوين بهذا المعهد بدراسة المدن بكل أنواعها.

## نبذة تاريخية
تأسس معهد تسيير التقنيات الحضرية في 17 أكتوبر 1981 بالمدية مدرسةً وطنيةً للإدارة والتقنيات الحضرية بموجب المرسوم رقم 81 / 278. وحول إلى المعاهد العليا للتعليم العالي بالمسيلة بموجب المرسوم رقم 286/86 المؤرخ في 4 نوفمبر 1986. ترقى إلى رتبة معهد بموجب المرسوم رقم 91/479 تاريخ 14 ديسمبر 1991 بموجب المرسوم رقم 01/274 حيث تخرجت منه أول دفعة عام 1994.

## الإدارة

### الإدارة العامة
يدير المعهد حاليًا الدكتور ميلي محمد ويساعده كل من:
المدير المساعد المكلف بالدراسات والمسائل المرتبطة بالطلبة والتي من مهامه:
1. ضمان تسيير ومتابعة عمليات تسجيل الطلبة في التدرج
2. متابعة سير انشطة التعليم واخذ أو اقتراح على مدير المعهد كل إجراء من اجل تحسينه
3. مسك القائمة الاسمية والاحصائيات للطلبة
4. جمع الاعلام البيداغوجي لفائدة الطلبة ومعالجته ونشره ويساعده كل من:

- رئيس مصلحة التدريس: رزيقات عبد القادر- مهندس في الاعلام الالي –
- رئيس مصلحة التعليم والتقييم: خريف خليصة – متصرف –
- رئيس مصلحة الاحصائيات والاعلام والتوجيه.

المدير المساعد المكلف بما بعد التدرج والبحث العلمي والعلاقات الخارجية والتي من مهامه:
1. ضمان متابعة سير مسابقات الالتحاق بما بعد التدرج.
2. تخاذ أو اقتراح الاجراءات الضرورية لضمان سير عمليات التكوين لما بعد التدرج والسهر على سير مناقشة المذكرات والرسائل لما بعد التدرج.
3. متابعة سير انشطة البحث.
4. المبادرة بانشطة الشراكة مع القطاعات الاجتماعية والاقتصادية.
5. المبادرة بانشطة قصد تفعيل وتوطيد التعاون ما بين الجامعات الوطنية والدولية.
6. تنفيذ بامج تحسين مستوى الاساتذة وتجديد معلوماتهم.
7. متابعة سير المجلس العلمي للمهعد والمحافظة على ارشيفه.

و يساعده كل من:
- رئيس مصلحة متابعة التكوين لما بعد التدرج.
- رئيس مصلحة متابعة انشطة البحث.
- رئيس مصلحة التعاون والعلاقات الخارجية

### المديرية الفرعية للإدارة والمالية
مهام المدير الفرعي للإدارة والمالية
1. تحضير مشروع مخطط تسيير الموارد البشرية للمعهد وضمان تنفيذه
2. تسيير المسار المهني لمستخدمي المعهد
3. ضمان تسيير الأرشيف وتوثيق للمعهد والمحافظة عليه
4. تحضير مشروع ميزانية المعهد وضمان تنفيذه
5. ترقية الأنشطة العلمية والثقافية والرياضية لفائدة الطلبة
6. تسيير الوسائل المنقولة والعقارية لمعهد والسهر على صيانتها
7. ضمان تنفيذ مخطط الأمن الداخلي لمعهد

#### المصالح التابعة للمديرية الفرعية
- مصلحة المستخدمين
  - فرع الأساتذة
  - فرع المستخدمين الاداريين والتقنيين وأعوان المصالح
- مصلحة الميزانية والمحاسبة
  - فرع الميزانية
  - فرع المحاسبة
- مصلحة الوسائل والصيانة وتشمل الفرعين
  - فرع الوسائل
  - فرع الصيانة
- مصلحة الانشطة العلمية والثقافية والرياضية

### قسم القاعدة مشتركة
أنشأت القاعدة المشتركة بمقتضى القرار رقم 493 المؤرخ في 28/07/2013 والذي يحدد برنامج التعليم القاعدي المشترك لشهادات ليسانس
- ميدان – علوم الأرض والكون-
- فرع – تسيير التقنيات الحضرية –
- كلمة مسؤول التكوين القاعدي المشترك

يحتاج مسير المدينة دائما إلى التسلّح بالمعارف والتقنيات التي تمكّنه من مواكبة التغيّرات السريعة التي تشهدها المدينة، وليكون أيضا في مستوى التحديات التي يفرضها الواقع العمراني الذي تعيشه.
من اجل ذلك يضمن التكوين القاعدي لمعهد تسيير التقنيات الحضرية منح الطلاب مجموعة من المؤهلات المختلفة كلبنة اولى تعزِّز من قدراتهم العلمية، وتقرّبهم رويدًا لاستكشاف ماهية الفرع الذي يدرسونه، وتجعلهم يقفون على قاعدة صلبة من المعارف العلمية تؤهلهم فيما بعد لخوض غمار أحد التخصصين المتاحين على مستوى المعهد: تسيير المدينة أو الهندسة الحضرية.
التكوين يجري في سداسيين وفق برنامج متكامل، ويشرف على تأطير الطلبة المسجلين به فريق بيداغوجي متكامل يتكون من أساتذة متخصصين ذوو خبرة وتمكّن، ونحن نسعى دائما – إدارة وأساتذة – إلى تقديم الأفضل وتوفير بيئة تعليمية مُحفِّزة لأبنائنا الطلبة، ونهدف إلى ان يتحقق ذلك وفق أفضل معايير الجودة وأحسن البرامج الأكاديمية المعتمدة في التعليم الجامعي.
وأخيرا فانه لمن دواعي سروري ان أدعوا الجميع إلى المساهمة وتكثيف البذل والتعاون للمضي قدما نحو تحقيق الأهداف المنشودة لأن رهانات التطوير تحتاج إلى تضافر كل الجهود، والله الموفق.

### قسم تسيير المدينة
تم إنشاء قسم تسيير المدينة بموجب القرار رقم 98 تاريخ 20/06/2007. ويرأسه الاستاذ اعراب وليد

### قسم الهندسة الحضرية
يتوفر القسم على تكوين في طورين هما: ليسانس، ماستر نظام (LMD)، ويضم القسم في الموسم الجامعي 2015/2016 ما يقارب 300 طالبا وطالبة يؤطرهم زهاء 26 أستاذا دائما من ذوي الرتّب العلمية المختلفة، تحت رئاسة الاستاذ بلخير إسماعيل
ويزاول الطلبة دراستهم ضمن التخصصات المفتوحة ذات التكوين العلمي التقني التالية:
1. ليسانس هندسة حضرية.
2. ليسانس عمران والتقنيات الحضرية.
3. ماستر تخصص المدينة والنقل الحضري.
4. ماستر تسيير الأخطار الطبيعية في الوسط الحضري.

ويهدف التكوين في قسم الهندسة الحضرية لضمان تكوين عالي المستوى للطلبة المسجلين ضمن التخصصات السابقة للإلمام بعلم التهيئة العمرانية وتسيير المدن معرفيا وتقنيا وذلك لضمان تحقيقهم المهام التالية:
1. الدراسات التقنية التكميلية (الدراسة والتصميم): حسابات مختلف الشبكات.
2. الطرق وشبكات الصرف الصحي، المياه المستعملة، الإنارة العمومية (VRD)…
3. انجاز مخططات تسيير النفايات الحضرية ومخطط الحركة والمرور للمدينة.
4. إعداد أدوات التهيئة والتعمير: المشاريع العمرانية، مخطط التوجيهي للتهيئة والتعمير (PDAU) ومخطط شغل الاراض (POS).
5. تسيير ومتابعة مشاريع البناء والتهيئة العمرانية.
6. إعداد مخططات التسيير والوقاية من الأخطار الطبيعية للمدن.

### التكوين

#### نظام LMD
- الدليل العملي لتطبيق ومتابعة ل م د
- قرار رقم 191: يحدد تنظيم التكوين في الطور الثالث من أجل الحصول على شهادة دكتوراه
- قرار رقم 451: يتضمن تحديد الخصائص المتعلقة بشهادة النجاح المؤقتة في طوري التكوين لنيل شهادة الليسانس وشهادة الماستر
- قرار رقم 452: يتضمن تحديد الخصائص المتعلقة بكشف النقاط في طوري الدراسات لنيل شهادة الليسانس وشهادة الماستر
- قرار رقم 453: يتضمن تحديد الخصائص المتعلقة بالوثيقة الوصفية المرفقة لشهادة الليسانس وشهادة الماستر
- قرار رقم 712: يتضمن كيفيات التقييم والتدرج والتوجيه في طوري الدراسات لنيل شهادتي الليسانس والماستر
- قرار رقم 713: يحدد تشكيلة لجنة الاشراف وسيرها
- قرار رقم 714: يتضمن كيفيات ترتيب الطلبة
- بخصوص الإدماج المهني لحاملي شهادات نظام ليسانس- ماستر- دكتوراه.

تم إعداد هذا الدليل للإجابة على تطلعات الطلبة، الأساتذة والمسيرين. سيمكن هذا الدليل من الوصول للهدف المسطر له والمتمثل في مساعدة مختلف الشرائح الجامعية لتذليل العقبات والصعوبات التي قد تنتج عن المهام المتعين إنجازها يوميا.
تحميل الدليل النسخة العربية

#### ميادين التكوين
برامج التكوين
- عروض التكوين في الماستر تسيير المدينة
- عروض التكوين ليسانس تسيير المدينة
- عروض التكوين في الماستر هندسة حضرية
- عروض التكوين ليسانس هندسة حضرية
- عروض التكوين قاعدة مشتركة

#### التكوين قصير المدى
يكون معهد ت.ت.ح منذ انشائه سنة 1981 تقنيين ساميين في:
- الهندسة الحضرية
- بناء وعمارة

ومن خلال هذا التكوين يستطيع الخريج ممارسة المهام التالية:
1. اعداد، قراءة وتنفيذ مخططات البناء وتجهيزات العمارة، الطرق والشبكات المختلفة
2. تسيير ومتابعة إنشاء مختلف الشبكات (التموين بالمياه الصالحة للشرب،
3. الصرف الصحي، التزود بالكهرباء والغاز، التدفئة المركزية..الخ). ضمن الاطر التي تحددها قواعد الأمن والسلامة الحضرية
4. تنظيم، تخطيط وتنسيق مختلف عمليات التجهيز الحضري.

#### التكوين طويل المدى
التكوين طويل المدى (5 سنوات) فيتضمن تكوين مهندسي دولة في تسيير المدن بحيث يتمتع الخريج بنظرة شاملة تمكنه من التعامل مع مختلف مركبات المدينة (التحليل واتخاذ القرار) وذلك من خلال تدخله في مختلف عمليات التهيئة الحضرية:
1. إعداد الدراسات التقنية المختلفة.
2. إعداد مختلف المخططات اللازمة لتسيير المدينة (مخطط تسيير النفايات الحضرية،
3. مخطط شغل الأراضي، مخطط النقل …الخ)
4. تسيير ومتابعة مختلف عمليات التهيئة والتعمير ضمن اطر التنمية المستدامة.
5. من خلال هذا التكوين يستطيع الخريج التعامل مع مختلف المشاكل المطروحة على مستوى المدينة وإيجاد الحلول الملائمة وذلك ضمن إطار مكاتب الدراسات التقنية للتهيئة الحضرية والمصالح التقنية للجماعات المحلية.

#### التكوين في النظام الجديد: LMD
دخل المعهد في التكوين في إطار النظام الجديد ابتداء من سنة 2007/2006 وذلك بفتح اختصاصين وهما: الهندسة الحضرية وتسيير المدينة.كما تم تحضيرمشروع فتح ماستر (تسيير المخاطر الطبيعية في المحيط الحضري) وليسانس أكاديمي (المدينة، البيئة والتنمية المستدامة) خلال السنة الجامعية 2009/2010

### البحث العلمي
1. مشاريع البحث PRFU
2. برامج البحث الوطنية PNR
3. CATEGORY: مخابر البحث
4. المجلات العلمية

### التظاهرات علمية
1. ملتقيات علمية
2. ندوات علمية
3. أيام دراسية
4. انشطة علمية وثقافية ورياضية